# Robert Ronald McIan
Robert Ronald McIan (* 1803 in Schottland; † 13. Dezember 1856 in Hampstead (London)) war ein schottischer Maler, der romantische und traditionelle Themen malte.

## Geschichte
R. R. McIan wurde 1803 in Schottland geboren und begeisterte sich in jungen Jahren für die Schauspielerei. Als Teenager ging er nach London, um dem Theatre Royal in Covent Garden beizutreten. Mit seinem extravertierten Charakter harmonierte er sehr gut mit der Arbeit auf der Bühne und dem Londoner Leben in den 1830er Jahren. Kurz danach begann er seine zweite Leidenschaft, die Malerei, zu entdecken und zu entwickeln.
Seine ersten Werke unterbreitete er der Royal Academy of Painting im Jahre 1835. Dann veröffentlichte er eine Bilderserie, die Ereignisse aus der kriegerischen Geschichte Schottlands wie die Schlacht von Culloden zeigten.

## Zusammenarbeit mit James Logan

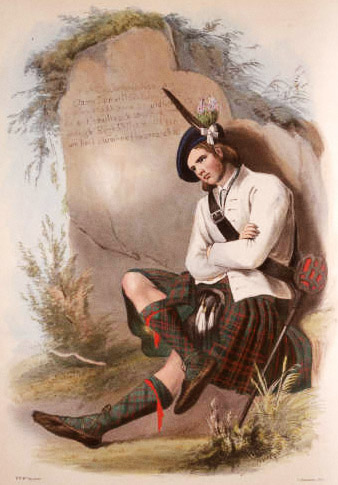
„Macdonald of Glen Coe“, 1845. Illustration von R. R. McIan in „The Clans of the Scottish Highlands.“

In den frühen 1840er Jahren, ermutigt durch die positive Resonanz auf seine Werke, verließ er die Bühne, um sich ganz auf die Malerei zu konzentrieren. Ein zufälliges Zusammentreffen mit dem Schriftsteller James Logan führte zur Zusammenarbeit des Werkes The Clans of the Scottish Highlands, in der Logan den Text schrieb und McIan die Illustrationen malte.
Da das Interesse von Königin Victoria an allem Schottischen damals hinreichend bekannt war, führten R. R. McIan und James Logan ausführliche Recherchen über die schottischen Hochlandclans und veröffentlichten daraufhin ihr gemeinsames Werk in zwei Prachtbänden bei Ackermann and Co. 1845 und 1847.
Die beiden Bände enthalten eine Serie von 72 handkolorierten Drucken der schottischen Hochlandclans mit Abbildung der Clantartans und waren das erste umfassende und vollständig illustrierte Werk über die schottischen Clans, das jeden Clan mit seiner Geschichte und einem Bild seines Belted Plaid darstellte. Die beiden Bücher gelten bis heute als maßgebliches Nachschlagewerk über Clans und ihre Tartans, erschienen zur Erinnerung hundert Jahre nach dem Aufstand von 1745. Sie spiegeln das große Interesse an allem Schottischen wider, das damals in London und den USA herrschte.
Angeblich waren die Modelle McIans eigens dafür engagierte Schauspielkollegen, und es gab viele Diskussionen über die Genauigkeit seiner Arbeit bezüglich der Kleidung, der Tartanmuster und anderen Details. Heute wird allgemein angenommen, dass McIan in seinen Interpretationen in einem gewissen Grad seine künstlerische Freiheit nutzte und dass seine Beschreibungen die damalige romantisierende Sicht auf Schottland widerspiegelten.
Auch bei seiner nächsten Veröffentlichung Gaelic gatherins or the highlanders at home on heather, river an loch 1847 arbeitete er wieder mit James Logan zusammen und zeigte alltägliche Szenen aus dem Leben der Bewohner des schottischen Hochlands.
McIan war bis zu seinem Tod 1856 mit der Malerin Fanny verheiratet und malte, bis er an einer auszehrenden Krankheit starb.

## Publikationen
- James Logan & Robert Ronald McIan: The Clans of the Scottish Highlands Ackerman & Co. 1845 und 1847
- James Logan & Robert Ronald McIan: Gaelic gatherins or the highlanders at home on heather, river an loch.